# ألياردو فيلا
ألياردو فيلا هو رسام إيطالي، له لوحة ظهرت في ظهر ورقة نقدية قيمتها 5 كولون كوستاريكي.

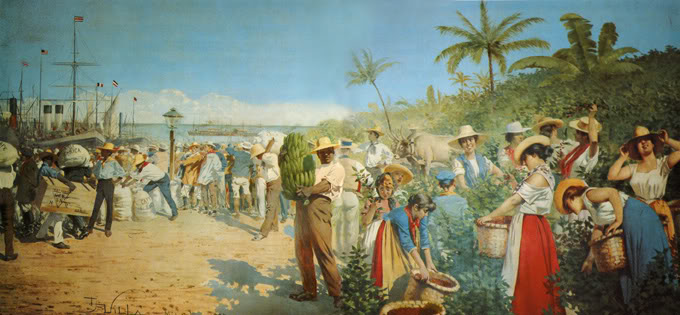
إحدى لوحاته
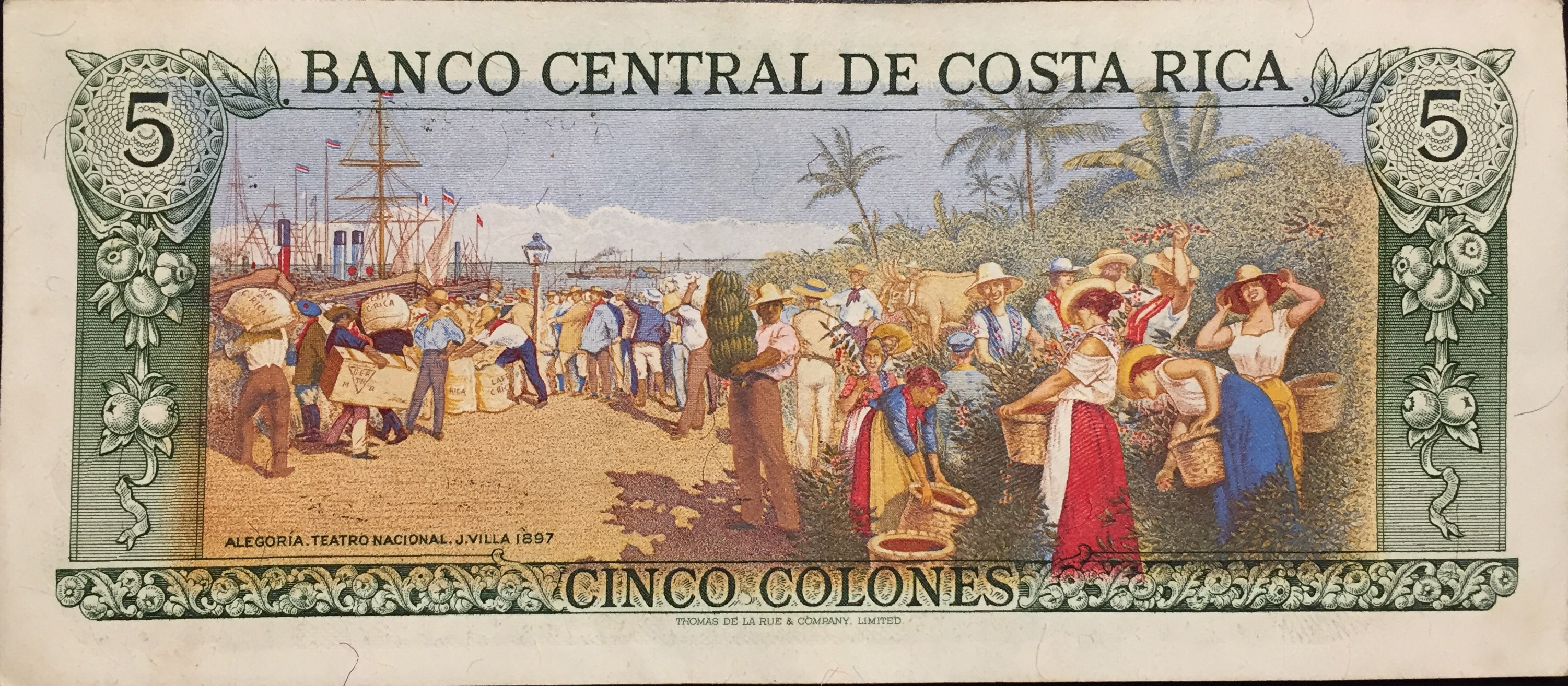
اللوحة على ورقة 5 كولون كوستاريكي